# Jermaine Marshall
Pour les articles homonymes, voir Marshall.
Jermaine Marshall, né le 7 novembre 1990 à Goldsboro, Pennsylvanie, et mort le 18 janvier 2019, est un joueur américain de basket-ball. Il évoluait au poste d'arrière.

## Biographie

### Carrière universitaire
En 2009, après ses années au Red Land Senior High School, il rejoint les Nittany Lions de Penn State en NCAA.
Puis, en 2013, il passe sa dernière année avec les Sun Devils d'Arizona State.

### Carrière professionnelle
Le 26 juin 2014, automatiquement éligible à la draft 2014 de la NBA, il n'est pas sélectionné. Durant l'été 2014, il participe à la NBA Summer League d'Orlando avec les Rockets de Houston.
Le 2 août 2014, il signe son premier contrat professionnel en Italie au Novipiu Casale Monferrato.
Le 10 août 2015, il part en France où il signe avec Le Mans Sarthe Basket. Le 9 septembre 2015, il est libéré par le club français. Le 10 septembre 2015, il signe en Hongrie à l'Atomeromu SE. Le 31 octobre 2015, il est sélectionné en 19e position du 4e tour de la draft 2015 de la NBA D-League par les Red Claws du Maine. Le 11 novembre 2015, les Red Claws se séparent de Marshall. Le 1er février 2016, il signe en Grèce à l'AE Nea Kifisia (en).
Le 27 septembre 2016, il part à Chypre et signe au ForexTime Apollon. Le 30 décembre 2016, il quitte le club chypriote et part aux Pays-Bas où il signe à Rotterdam.
Le 4 juillet 2018, il revient en France où il signe à l'Hermine de Nantes Atlantique en deuxième division. Le 15 janvier 2019, il réalise son meilleur match de la saison en terminant la rencontre contre l'Orléans Loiret Basket avec 34 points (à 11 sur 17 aux tirs et 8 sur 13 aux tirs à trois points).
Le vendredi 18 janvier 2019 au matin, il est retrouvé mort dans son appartement à Nantes. Le lendemain, le match prévu contre l'ADA Blois est reporté .

## Clubs successifs
- 2009-2013 :  Nittany Lions de Penn State (NCAA)
- 2013-2014 :  Sun Devils d'Arizona State (NCAA)
- 2014-2015 :  Junior Casale Monferrato (Legadue Gold)
- 2015-2016 :  AE Nea Kifisia (en) (HEBA A1)
- 2016-2017 :
  -  Apóllon Limassol (CYP DivA)
  -  Rotterdam Basketbal (DBL)
- 2017-2018 :  Helsinki Seagulls (en) (Korisliiga)
- 2018-2019 :  Nantes BH (Pro B)

## Statistiques

### Universitaires
| Saison    | Équipe        | Matchs | Titul. | Min./m | % Tir | % 3pts | % LF | Rbds/m. | Pass/m. | Int/m. | Ctr/m. | Pts/m. |
| --------- | ------------- | ------ | ------ | ------ | ----- | ------ | ---- | ------- | ------- | ------ | ------ | ------ |
| 2009-2010 | Penn State    | -      | -      | -      | -     | -      | -    | -       | -       | -      | -      | -      |
| 2010-2011 | Penn State    | 28     | 0      | 9,0    | 39,7  | 24,0   | 63,6 | 0,61    | 0,43    | 0,54   | 0,11   | 2,50   |
| 2011-2012 | Penn State    | 31     | 17     | 26,7   | 38,8  | 32,6   | 74,7 | 4,06    | 1,10    | 1,03   | 0,52   | 10,84  |
| 2012-2013 | Penn State    | 31     | 30     | 34,6   | 39,1  | 33,9   | 75,9 | 4,58    | 2,58    | 1,45   | 0,61   | 15,29  |
| 2013-2014 | Arizona State | 32     | 32     | 31,7   | 45,0  | 40,4   | 71,7 | 3,09    | 1,41    | 0,75   | 0,47   | 15,06  |
| Total     |               | 122    | 79     | 26,0   | 41,0  | 35,6   | 73,6 | 3,15    | 1,40    | 0,95   | 0,43   | 11,16  |

### Saison régulière
| Saison    | Équipe                   | Matchs | Titul. | Min./m | % Tir | % 3pts | % LF | Rbds/m. | Pass/m. | Int/m. | Ctr/m. | Pts/m. |
| --------- | ------------------------ | ------ | ------ | ------ | ----- | ------ | ---- | ------- | ------- | ------ | ------ | ------ |
| 2014-2015 | Junior Casale Monferrato | 34     | 31     | 30,6   | 37,7  | 31,5   | 80,2 | 4,26    | 1,62    | 1,12   | 0,41   | 14,74  |
| 2015-2016 | AE Nea Kifisia (en)      | 8      | 1      | 8,7    | 50,0  | 50,0   | 66,7 | 0,62    | 0,38    | 0,25   | 0,00   | 4,88   |
| 2015-2016 | Apóllon Limassol         | 9      | 9      | 35,9   | 33,1  | 32,8   | 84,1 | 5,56    | 2,56    | 1,44   | 1,00   | 15,11  |
| 2015-2016 | Rotterdam Basketbal      | 14     | 14     | 33,9   | 38,1  | 32,1   | 77,4 | 7,21    | 3,21    | 1,79   | 0,86   | 17,79  |
| 2017-2018 | Helsinki Seagulls (en)   | 42     | 42     | 28,0   | 45,7  | 41,1   | 85,6 | 3,64    | 2,19    | 0,98   | 0,57   | 17,81  |
| 2018-2019 | Nantes BH                | 14     | 12     | 26,9   | 39,9  | 39,6   | 78,8 | 2,71    | 2,07    | 1,50   | 0,64   | 14,43  |